# D Smoke
Daniel Anthony Farris (Inglewood, 17 oktober 1985), beter bekend onder zijn artiestennaam D Smoke, is een Amerikaanse rapper, songwriter, acteur en docent uit Inglewood, Californië. Hij kreeg aandacht na het winnen van het eerste seizoen van de Netflix-muziekcompetitieshow Rhythm + Flow in 2019. Het jaar daarop bracht hij onafhankelijk zijn debuutalbum Black Habits uit, dat hem nominaties opleverde voor Best Rap Album en Best New Artist tijdens de 63e Annual Grammy Awards.

## Biografie
Farris groeide op in een muzikale familie met zijn moeder, broers en neef als gospelzangers in Inglewood, Californië. Zijn broer SiR heeft een contract bij Top Dawg Entertainment. In 2006, begon hij een songwriting groep genaamd WoodWorks met zijn broers en zijn nicht Tiffany Gouché, die nummers schreef voor Ginuwine en The Pussycat Dolls, en wordt gecrediteerd voor het mede-schrijven van "Never" door Jaheim. Hij zat ook in een muzikaal trio met zijn broer genaamd N3D. Op 9 mei 2006 bracht hij zijn eerste album uit genaamd Producer of the Year. In 2015 verscheen hij op SiR's onafhankelijke album Seven Sundays op het nummer "You Ain't Ready".
In 2019 was Farris een deelnemer aan de Netflix-competitieshow Rhythm + Flow, en werd hij uitgeroepen tot de inaugurele winnaar van de drie weken durende serie. Op 24 oktober bracht hij zijn debuut ep Inglewood High uit, een 7-track project inclusief een feature van Gouché. HipHopDX gaf de ep een positieve recensie en zei dat hij "meerdere flows kon gebruiken, introspectieve verhalen kon vertellen, ongelooflijk goed in het Spaans kon rappen en een oor had voor kwaliteit." Hij trad op tijdens de Soul Train Music Awards 2019 met SiR. Ook verscheen hij op The Game's album Born 2 Rap op het nummer "Cross on Jesus Back", in 2020 op het nummer ''Gaspar Yanga'' van Snoop Dogg en in 2021 op het nummer ''Rhythm Kitchen'' van de Canadese indieband Rare Americans op het album Jamesy Boy and the Screw Loose Zoo: Rare Americans 3.
Als acteur heeft Farris verschillende rollen gespeeld. Hij speelde in 2003 1 aflevering in de serie CSI: Crime Scene Investigation, van 2002 tot 2003 4 afleveringen in de serie Boston Public als Cortez en in 2003 een rol in Judging Amy.
Farris is afgestudeerd aan de UCLA en was leraar Spaans en muziektheorie aan de Inglewood High School.

## Discografie

### Studioalbums
| Jaar | Titel                | Details                                                                                        |
| ---- | -------------------- | ---------------------------------------------------------------------------------------------- |
| 2006 | Producer of the Year | - Releasedatum: 9 mei 2006 - Formaat: cd, lp, Digitaal - Label: Woodworks Records              |
| 2020 | Black Habits         | - Releasedatum: 7 februari 2020 - Formaat: cd, lp, Digitaal - Label: Woodworks Records, Empire |
| 2021 | War & Wonders        | - Releasedatum: 24 september 2021 - Formaat: cd, lp, Digitaal - Label: Woodworks Records       |

### Ep's
| Jaar | Titel          | Details                                                                                |
| ---- | -------------- | -------------------------------------------------------------------------------------- |
| 2019 | Inglewood High | - Releasedatum: 24 oktober 2019 - Formaat: cd, lp, Digitaal - Label: Woodworks Records |

### Gastoptredens
| Jaar | Titel               | Artiest         | Album                                                |
| ---- | ------------------- | --------------- | ---------------------------------------------------- |
| 2015 | You Ain't Ready     | SiR             | Seven Sundays                                        |
| 2017 | Painkillers         | Davion Farris   | Trenier                                              |
| 2017 | City Boy            | Sha'leah Nikole | The Queen Issue                                      |
| 2019 | Cross on Jesus Back | The Game        | Born 2 Rap                                           |
| 2020 | Champ               | Fireboy DML     | Apollo                                               |
| 2020 | Headshots           | Tobe Nwigwe     | CINCOriginals                                        |
| 2021 | Rhythm Kitchen      | Rare Americans  | Jamesy Boy and the Screw Loose Zoo: Rare Americans 3 |

## Filmografie
| Jaar    | Titel                              | Rol                   | Opmerkingen                    |
| ------- | ---------------------------------- | --------------------- | ------------------------------ |
| 2002    | Our America                        | Elvin                 | tv-film                        |
| 2002    | The District                       | Remo 'Lil Mo' Tillman | televisieserie, 1 aflevering   |
| 2002-03 | Boston Public                      | Cortez                | televisieserie, 4 afleveringen |
| 2003    | CSI: Crime Scene Investigation     | Tyrel Constantine     | televisieserie, 1 aflevering   |
| 2003    | Judging Amy                        | Samuel Stackhouse     | televisieserie, 1 aflevering   |
| 2016    | Fighter                            | Fighter               | korte film                     |
| 2020    | D Smoke & Snoop Dogg: Gaspar Yanga | Daniel Farris         | videoclip met Snoop Dogg       |

## Prijzen
| Jaar | Prijs              | Categorie                                 | Resultaat   | Ref.          |
| ---- | ------------------ | ----------------------------------------- | ----------- | ------------- |
| 2021 | Grammy Awards      | Best New Artist; D Smoke                  | Genomineerd | [ 12 ]        |
| 2021 | Grammy Awards      | Best Rap Album; Black Habits              | Genomineerd | [ 12 ]        |
| 2021 | NAACP Image Awards | Outstanding New Artist; D Smoke           | Genomineerd | [ 13 ]        |
| 2021 | Pop Awards         | Music Video of the Year; "Black Habits I" | Genomineerd | [ 14 ] [ 15 ] |